# Sánchez (cognome)
Sánchez è un cognome di lingua spagnola.

## Varianti
- Sanchez, Sáez, Sanz, Sancho[1]

### Varianti in altre lingue
- Italiano: Sanchez, Sanches, Sances, Sanghez, Sangez, Sanges[2][3]
- Portoghese: Sancho[1]

## Origine e diffusione
È un patronimico derivato dal nome spagnolo Sancho, quindi significa "figlio di Sancho". La forma "Sancho", usata anche in portoghese, è ripresa direttamente dal nome. È il settimo cognome per diffusione in Spagna (dati 2018), il decimo in Argentina (dati 2006) e il ventiseiesimo negli Stati Uniti (dati 2010).
Il cognome è giunto anche in Italia, dove è diffuso principalmente al Sud, specie nel Napoletano, con vari adattamenti grafici ma mantenendo più o meno la stessa pronuncia.